# هرمونات ما قبل الولادة والتوجه الجنسي
يمكن اعتبار هرمونات ما قبل الولادة كمحدد أساسي للتوجه الجنسي عند البالغين أو كعامل مساعد مع الجينات والعوامل الحيوية و/أو الظروف البيئية والاجتماعية.

## السلوك المحدد جنسياً
تنص النظرية الهرمونية للنشاط الجنسي والهوية الجندرية على أنه مثلما يلعب التعرض لهرمونات معينة دوراً في تحديد جنس الجنين، فإن التعرض لمثل هذه الهرمونات سيؤثر أيضاً على التوجه الجنسي والذي يظهر فيما بعد عند البلوغ. يُعتقد بأن الاختلافات في بنية الدماغ والتي تنتج من المُرسلات الكيميائية والجينات التي تتفاعل لتطوير خلايا دماغية بأن هذه الاختلافات البنيوية تكوّن أساساً للفروق التي لا تعد ولا تحصى ما بين الجنسين من ناحية السلوك بما في ذلك التوجه الجنسي.:25 يمكن لعوامل ما قبل الولادة والتي تصيب أو تتداخل مع تفاعل هذه الهرمونات على الدماغ النامي أن تؤثر لاحقاً على السلوك المحدد جنسياً عند الأطفال.:24 نشأت هذه الفرضية من الدراسات التجريبية الكثيرة على الثدييات من غير البشر، ومع ذلك فإن القول بأنه يمكن ملاحظة آثار مماثلة في النمو السلوكي-العصبي عند الإنسان هو موضوع ذو جدل كبير بين الباحثين. ومع ذلك فقد قدمت دراسات حديثة أدلة تدعم تعرض الجنين لهرمون الأندروجين والذي يؤثر في السلوك المُحَددْ جنسياً خلال الطفولة.
يمكن اعتبار هرمونات ما قبل الولادة كمحدد أساسي للتوجه الجنسي عند البالغين أو كعامل مساعد بالترافق مع الجينات والعوامل الحيوية و/أو الظروف البيئية والاجتماعية.[بحاجة لرقم الصفحة] إلّا أن غارسيا-فالإيراس وديك سواب يجادلان حول التأثير الكبير للظروف الاجتماعية على التوجه الجنسي. كما يظهر ذلك عند الأطفال في سنٍ مبكرة وعند كل من سعادين الفرفت والمكاك الريسوسي، حيث يختلف السلوك المتمايز جنسياً من حيث تفضيل الألعاب ما بين الذكور مقابل الإناث؛ حيث تميل الإناث إلى تفضيل الدمى أما الذكور فيميلون إلى تفضيل الكرات وألعاب السيارات، ويمكن ملاحظة هذه التفضيلات منذ سنٍ مبكرة ما بين 3 حتى 8 أشهر عند البشر. فضلاً عن ذلك، يمكن ملاحظة الاختلافات من حيث ما يفضله الطفل منذ اليوم الأول من حياة الإنسان، حيث تفضل الإناث الوجوه البشرية أما الذكور فيفضلون الأجسام الميكانيكية المتحركة. على الرغم من ذلك، إلا أنه لأمرٌ مستحيل تماماً بأن يتم استبعاد تأثير البيئة الاجتماعية أو فهم الطفل المعرفي حول الجنسين عند مناقشة اللعب المُحدد جنسياً في الفتيات المعرضات للأندروجين. على العكس من ذلك، يمكن للظروف البيئية/الاجتماعية أن تؤثر على تقديم السلوك المتمايز جنسياً عند الذكور أكثر منها عند الإناث، حيث أن سلوك اللعب المُحدد كذكوري مُشجع بشكل كبير، فيما لا يُشجع السلوك المُحدد كأنثوي عند الأطفال الذكور. كما يميل الأطفال أيضاً نحو الأشياء التي صُنفت على أنها موّجهة لجنسهم، أو اللُعب التي شاهدوا أشخاصاً من نفس جنسهم يلعب بها سابقاً.
افترضت دراسة الغدد الصماء التي وضعها كل من غارسيا-فالغيرس وسواب أنه "في البشر، الآلية الرئيسية المسؤولة عن  [ك‍] الهوية الجنسية والتوجه الجنسي تنطوي على التأثير المباشر لهرمون التستوستيرون على الدماغ في مرحلة النمو.":25 بالإضافة إلى ذلك، فإن دراستهم تظهر أن تعرض الجنين داخل الرحم للهرمونات هو أمر حاسم إلى حد كبير. توضيحاً للحجة بإيجاز، يقول المؤلفان أن الأعضاء الجنسية تتمايز أولاً، ثم يتمايز الدماغ جنسياً: «أساساً تحت تأثير الهرمونات الجنسية مثل التستوستيرون والإستروجين والبروجسترون على خلايا الدماغ النامية، وبوجود جينات مختلفة أيضاً.... إن التغييرات الحاصلة في هذه المرحلة دائمة... لا يحدث التمايز الجنسي في الدماغ عبر الهرمونات وحسب، على الرغم من أنها مهمة للغاية بالنسبة للهوية الجنسية والميول الجنسي.»:24

### الجوانب التنظيمية
يعتمد نمو وتطور الغدد التناسلية أثناء المرحلة الجنينية في الأساس على وجود أو غياب كل من هرمونات الاندروجين وخصوصاً التستوستيرون والديهدروتستوستيرون (DHT) والاندروستينيديون، حيث يتم إنتاج هرمون التستوستيرون وتحويله إلى الديهدروتستوسترون خلال الأسابيع 6 حتى 12 الأولى من الحمل وهي عوامل رئيسة لتشكل القضيب وكيس الصفن والبروستاتا عند جنين ذكر الإنسان. أما عند الإناث فإن غياب هذه المستويات من الاندروجينات عادةً ما يؤدي إلى تطور الأعضاء التناسلية الأنثوية. ويتبع ذلك حدوث التمايز الجنسي في الدماغ؛ حيث تعمل الهرمونات الجنسية على تطبيق آثار تنظيمية على الدماغ والتي سيتم تنشيطها عند البلوغ. وكنتيجة لهاتين العمليتين الحاصلتين بصورة منفصلة، فإن درجة تذكير الأعضاء التناسلية لا تتعلق بالضرورة بتذكير الدماغ.:24 وقد وُجِدت اختلافات على أساس الجنس في العديد من بنى الدماغ، وأبرز هذه الاختلافات كانت في الوطاء واللوزة الدماغية. ومع ذلك فقد ارتبطت القليل من تلك الاختلافات إلى الاختلافات السلوكية للجنسين، ولا يزال العلماء يعملون على إقامة صلات راسخة ما بين الهرمونات في مراحلها المبكرة وتطور الدماغ والسلوك. يمكن لدراسة النظرية التنظيمية لهرمونات ما قبل الولادة أن تكون صعبة، فأخلاقياً لا يمكن للباحثين أن يقوموا بإبدال أي هرمونات في الجنين النامي؛ عوضاً عن ذلك يجب على الباحثين أن يعتمدوا على تشوهات النمو التي تحدث طبيعياً للحصول على إجابات.
إن فرط تنسج الكظرية الخلقي هو أكثر التأثيرات التنظيمية للهرمونات دراسةً حيث تمت دراستهُ بشكل موسع. وفرط تنسج الكظرية الخلقي عبارة عن مرض وراثي ينتج عن التعرض لمستويات عالية من الأندروجينات في بداية الحمل. تولد الإنات المصابات بفرط تنسج الكظرية الخلقي بأعضاء تناسلية ذات صفات ذكرية، ويتم العمل على تصحيح ذلك جراحياً بأسرع وقت ممكن. يوفر هذا المرض الفرصة لإجراء تجارب طبيعية، ذلك لأنه يمكن مقارنة الأشخاص الذين يولدون بالمرض مع الأشخاص غير المصابين به. ومع ذلك فإن «فرط تنسج الكظرية الخلقي ليس بالتجربة المثالية»، بما أن «ردود الفعل الاجتماعية للأعضاء التناسلية ذات الصفات الذكرية أو عوامل تتعلق بالمرض نفسه» يمكن أن تُربك النتائج. ومع ذلك فقد أظهرت العديد من الدراسات أن فرط تنسج الكظرية الخلقي له تأثير واضح ولكنه ليس بالحاسم على التوجه الجنسي؛ حيث تقل احتمالية كون الإناث اللواتي تولدن بالمرض مغايرات حصراً بالمقارنة مع الإناث الأخريات.
بما أن الهرمونات وحدها لا تحدد التوجه الجنسي وتمايز الدماغ، فقد أدى البحث عن عوامل أخرى تؤثر على التوجه الجنسي لارتباط جينات مثل SRY وZRY.

### توتر أمومي ما قبل الولادة
يوجد دليل في الجرذان بأن مستويات توتر الأم يمكن أن تؤثر على النمو الجنيني. كما يوجز إليس وكول هاردينغ (2001)، سلسلة الأحداث في توتر ما قبل الولادة تؤثر على التمايز الجنسي للدماغ حيث يظهر بأن التوتر يجعل الغدتان الكظريتان عند الأم تقوما بإفراز مستويات عالية من هرمونات التوتر في نظام الدم، وتعبر نسبة كبيرة منها الحاجز المشيمي وتتداخل مع إنتاج الجنين "للهرمونات الجنسية مؤقتاً، وأبرزها هرمون التستوستيرون.

## وصلات خارجية
- WEBMD: Pointing the Finger at Androgen as a Cause of Homosexuality
- Boston Globe: "What makes people gay?"
- Homosexuality: Nature or Nurture?
- Homosexuality and Biology - Atlantic Magazine
- CCN Health: Male hormone levels in womb may affect sexual orientation
- Can hormones affect sexual orientation?
- The Influence of Prenatal Hormone Exposure on Sex, Gender, Gender Identity and Sexual Orientation